# Muhlenbergia ramulosa
Muhlenbergia ramulosa är en gräsart som först beskrevs av Humb., Bonpl. och Carl Sigismund Kunth, och fick sitt nu gällande namn av Jason Richard Swallen. Muhlenbergia ramulosa ingår i släktet muhlygräs, och familjen gräs. Inga underarter finns listade i Catalogue of Life.